# Marie-Line Reynaud
Marie-Line Reynaud (ur. 17 lipca 1954 w Barbezieux-Saint-Hilaire) – francuska polityk, była eurodeputowana, posłanka do Zgromadzenia Narodowego.

## Życiorys
Ukończyła studia w zakresie prawa publicznego, międzynarodowego i wspólnotowego. Pracowała jako prawnik w centrum informacyjnym, zajmując się prawami kobiet. Była radną Jarnac (1989–1995), a w latach 2001–2007 zastępcą mera tej miejscowości z rekomendacji Partii Socjalistycznej.
W 1997 uzyskała mandat deputowanej do Zgromadzenia Narodowego XI kadencji w jednym z okręgów departamentu Charente. Utraciła go w 2002, przegrywając z kandydatem centroprawicy. W wyborach w 2004 uzyskała mandat posłanki do Parlamentu Europejskiego. Zasiadała w grupie Partii Europejskich Socjalistów, pracowała w Komisji Praw Kobiet i Równouprawnienia oraz w Komisji Spraw Konstytucyjnych.
Z zasiadania w PE zrezygnowała w 2007 w związku z ponownym wyborem w skład Zgromadzenia Narodowego (XIII kadencji). W wyborach parlamentarnych w tym samym roku uzyskała poselską reelekcję.